# Spathiphyllum
Spathiphyllum là một chi thực vật có hoa trong họ Ráy

## Loài
Chi này gồm các loài sau:
- Spathiphyllum atrovirens Schott
- Spathiphyllum barbourii Croat
- Spathiphyllum bariense G.S.Bunting
- Spathiphyllum blandum Schott
- Spathiphyllum brent-berlinii Croat
- Spathiphyllum brevirostre (Liebm.) Schott
- Spathiphyllum buntingianum Croat
- Spathiphyllum candicans
- Spathiphyllum candidum
- Spathiphyllum candolleanum
- Spathiphyllum cannifolium (Dryand. ex Sims) Schott
- Spathiphyllum clevelandii
- Spathiphyllum cochlearispathum (Liebm.) Engl.
- Spathiphyllum commutatum Schott
- Spathiphyllum cuspidatum Schott
- Spathiphyllum diazii Croat
- Spathiphyllum dressleri Croat & F.Cardona
- Spathiphyllum floribundum (Linden & André) N.E.Br.
- Spathiphyllum friedrichsthalii Schott
- Spathiphyllum fulvovirens Schott
- Spathiphyllum gardneri Schott
- Spathiphyllum glaziovii
- Spathiphyllum gracile G.S.Bunting
- Spathiphyllum grandifolium Engl.
- Spathiphyllum grazielae L.B.Sm.
- Spathiphyllum huberi
- Spathiphyllum humboldtii Schott
- Spathiphyllum jejunum G.S.Bunting
- Spathiphyllum juninense K.Krause
- Spathiphyllum kalbreyeri G.S.Bunting
- Spathiphyllum kochii Engl. & K.Krause
- Spathiphyllum lacustre
- Spathiphyllum laeve Engl.
- Spathiphyllum lanceifolium (Jacq.) Schott
- Spathiphyllum lechlerianum Schott
- Spathiphyllum liesneri
- Spathiphyllum lynise
- Spathiphyllum maguirei G.S.Bunting
- Spathiphyllum matudae G.S.Bunting
- Spathiphyllum mawarinumae G.S.Bunting
- Spathiphyllum minus G.S.Bunting
- Spathiphyllum monachinoi G.S.Bunting
- Spathiphyllum montanum (R.A.Baker) Grayum
- Spathiphyllum neblinae G.S.Bunting
- Spathiphyllum ortgiesii Regel
- Spathiphyllum patinii (R.Hogg) N.E.Br.
- Spathiphyllum patulinervum G.S.Bunting
- Spathiphyllum perezii G.S.Bunting
- Spathiphyllum phryniifolium Schott
- Spathiphyllum pygmaeum Bogner
- Spathiphyllum quindiuense Engl.
- Spathiphyllum schlechteri (Engl. & K.Krause) Nicolson
- Spathiphyllum schomburgkii Schott
- Spathiphyllum silvicola R.A.Baker
- Spathiphyllum sipapoanum
- Spathiphyllum solomonense Nicolson
- Spathiphyllum tenerum Engl.
- Spathiphyllum uspanapaense Matuda
- Spathiphyllum wallisii Regel
- Spathiphyllum wendlandii Schott

## Hình ảnh

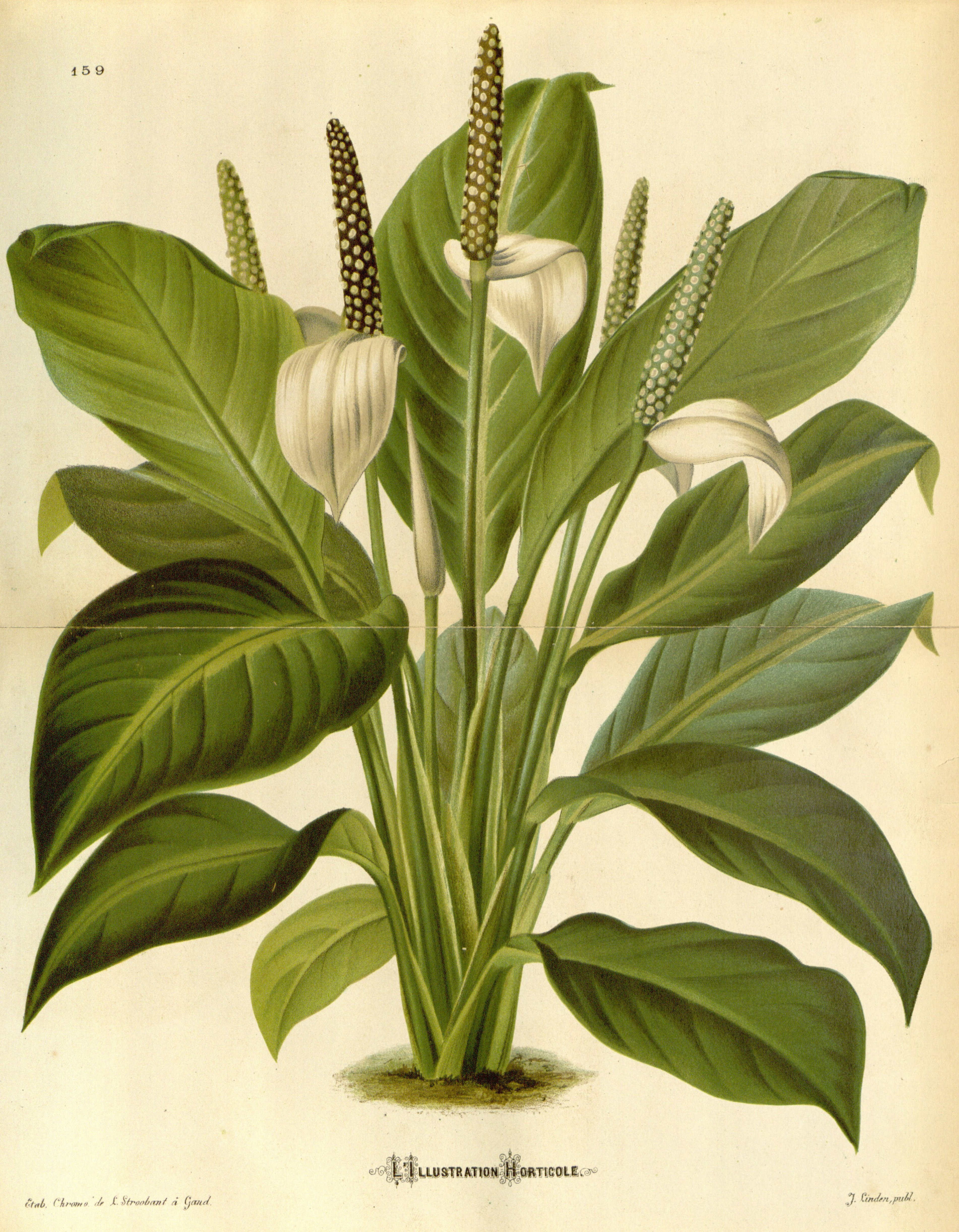
Spathiphyllum floribundum
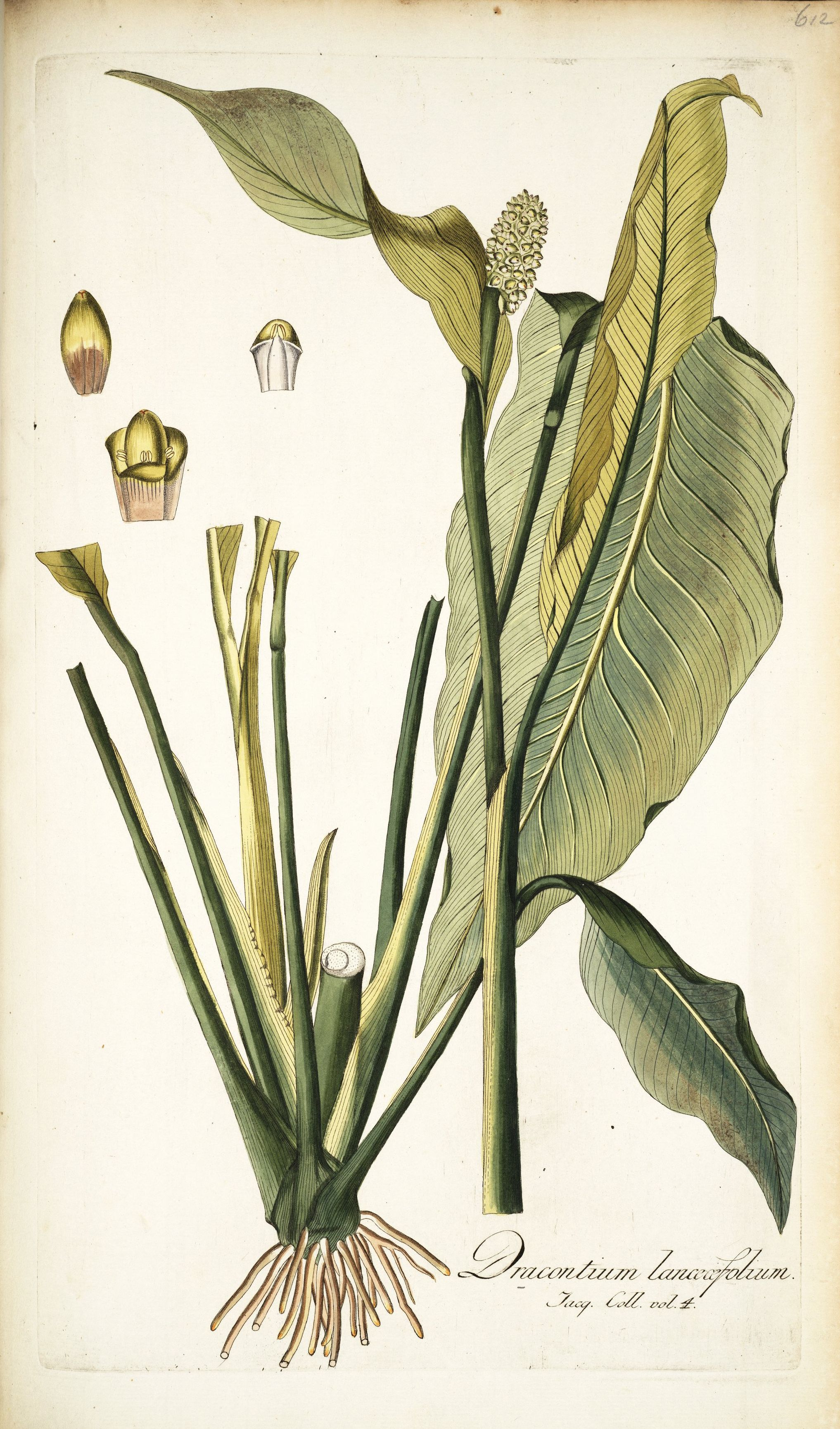
Spathiphyllum lanceifolium
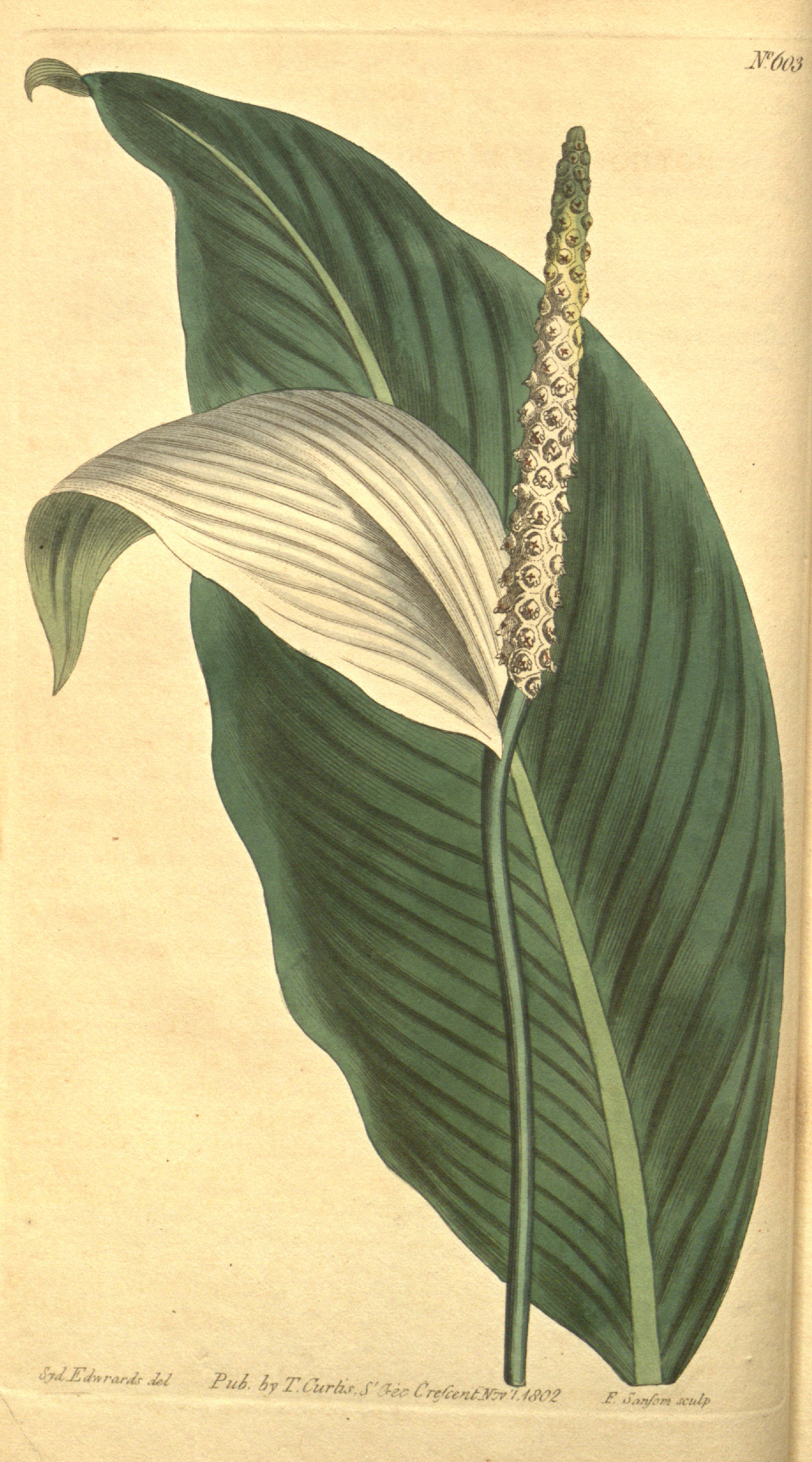
Spathiphyllum cannifolium
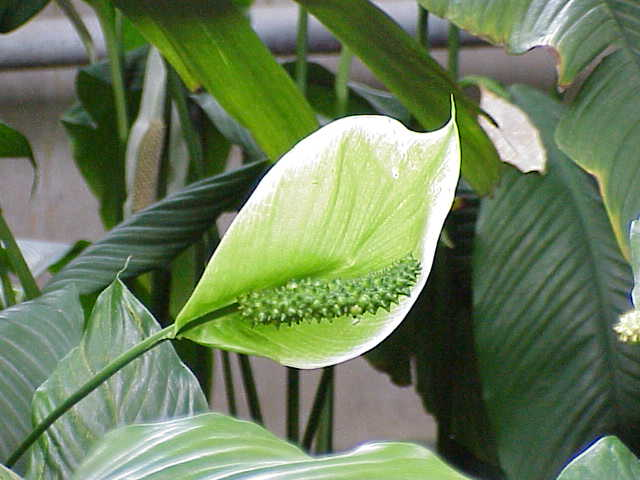
Spathiphyllum cochlearispathum
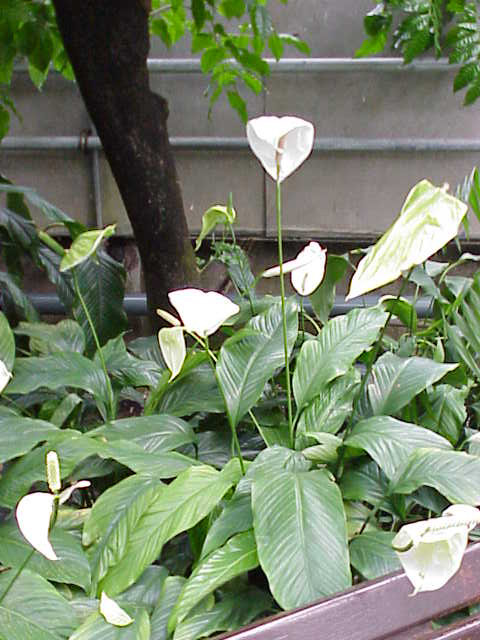
Spathiphyllum cochlearispathum
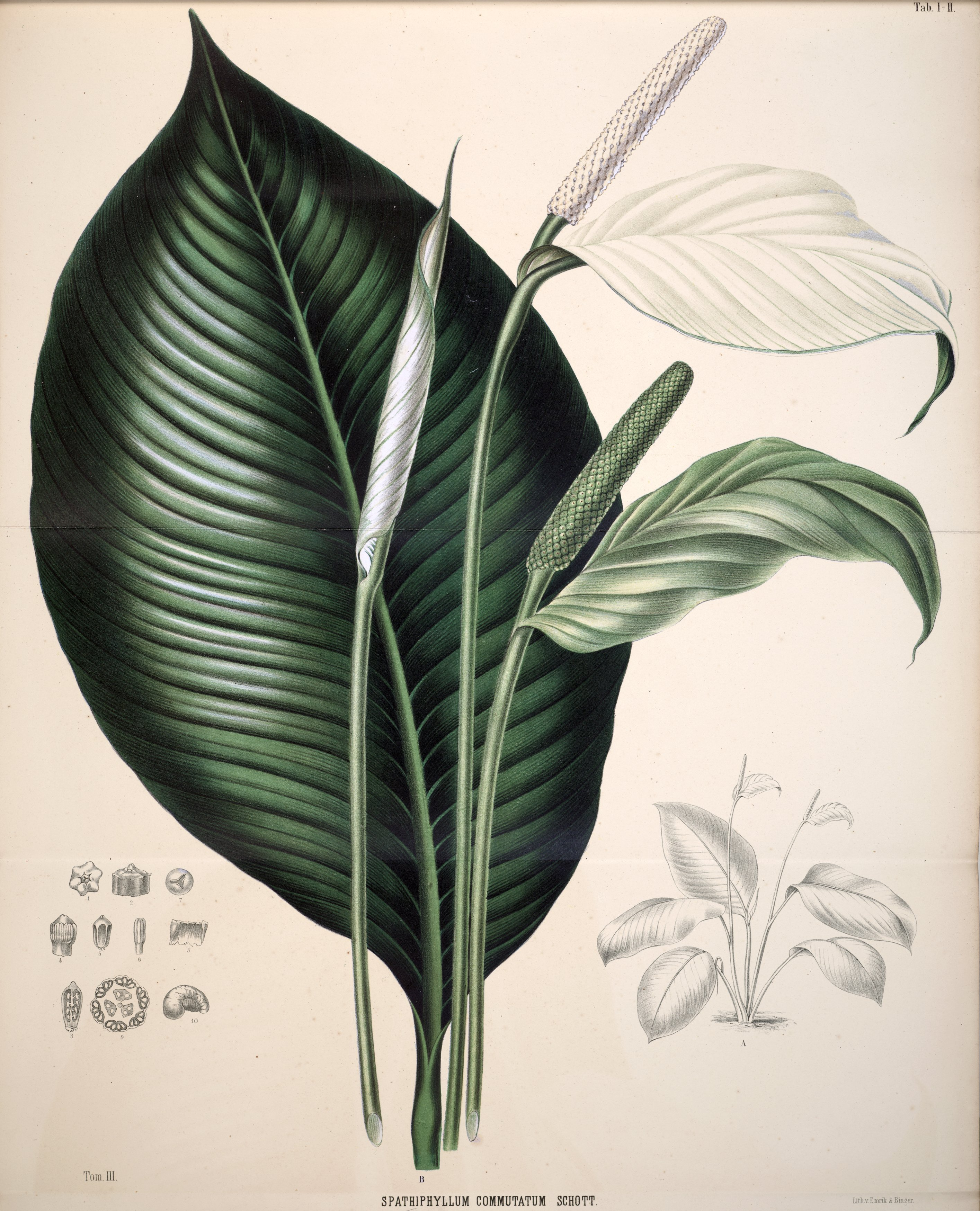
Spathiphyllum commutatum
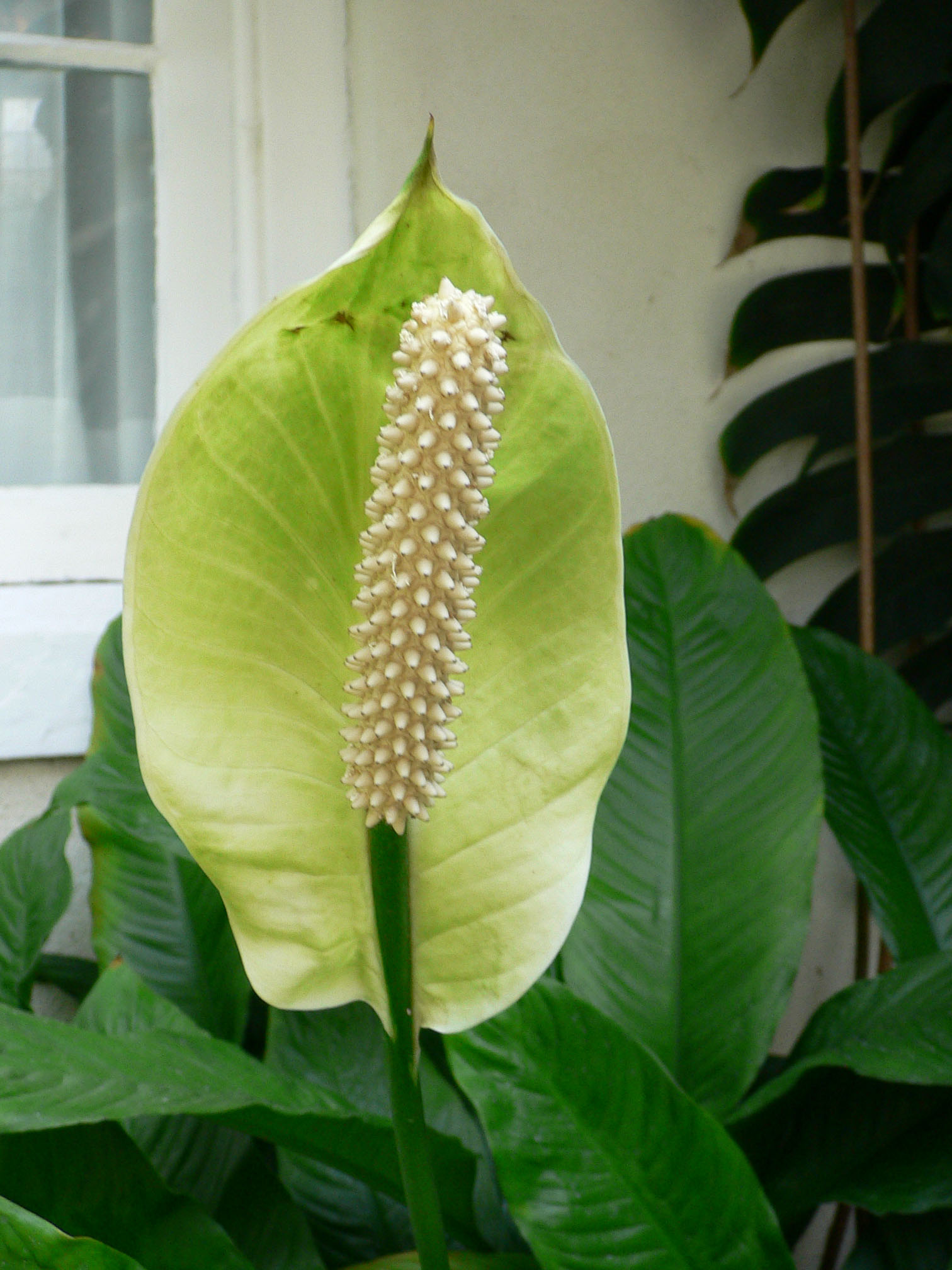
Spathiphyllum floribundum
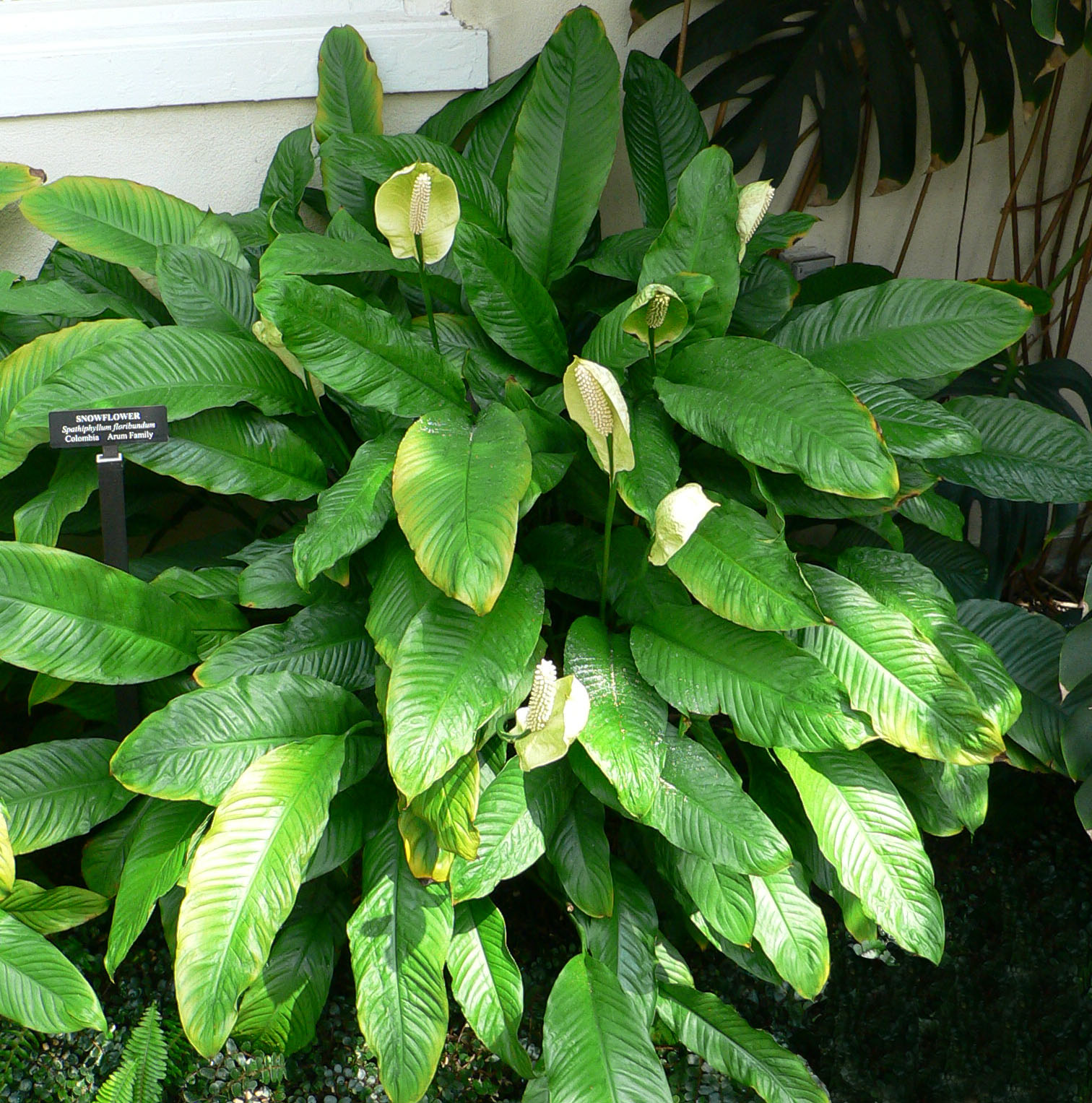
Spathiphyllum floribundum
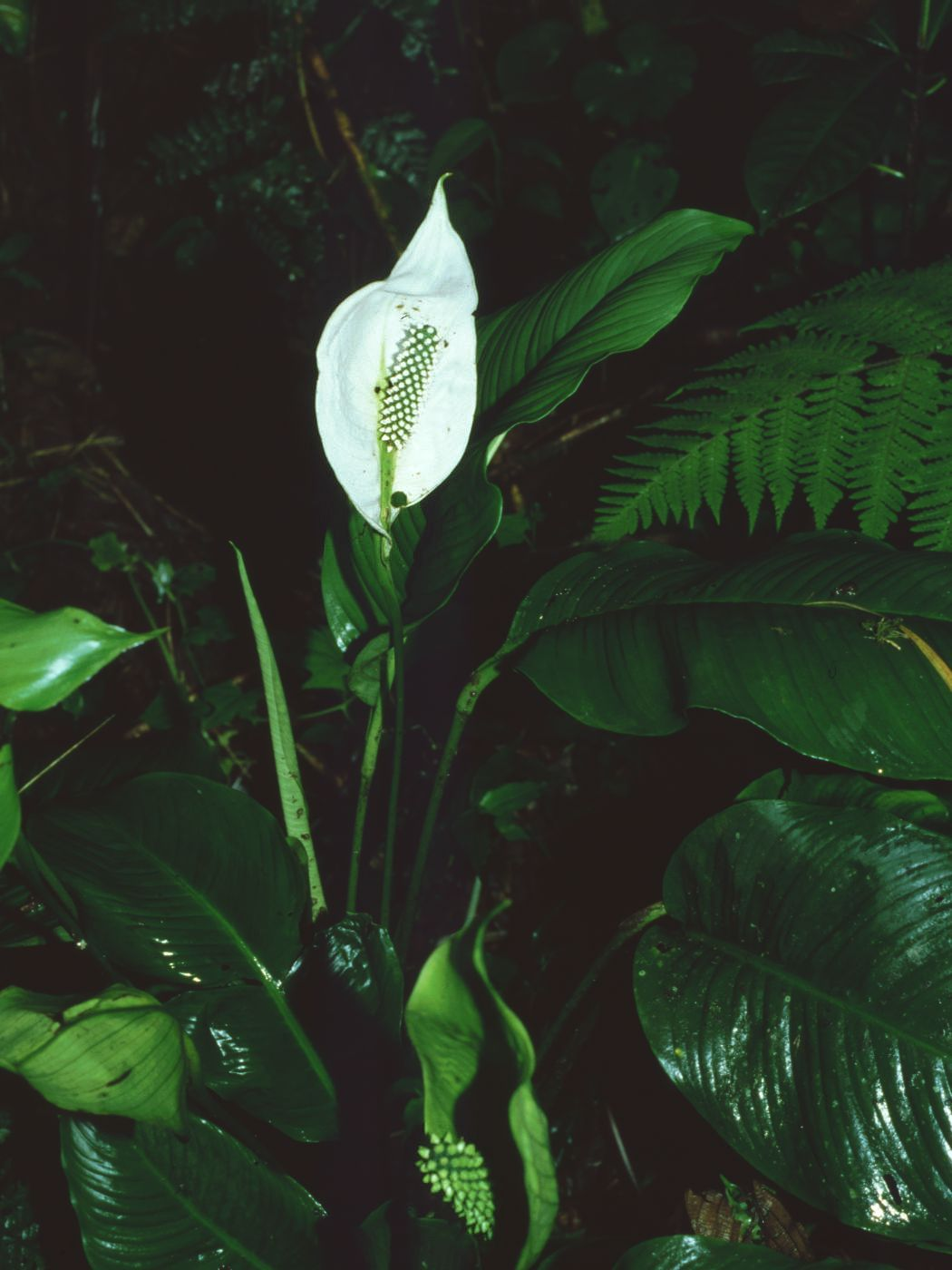
Spathiphyllum montanum
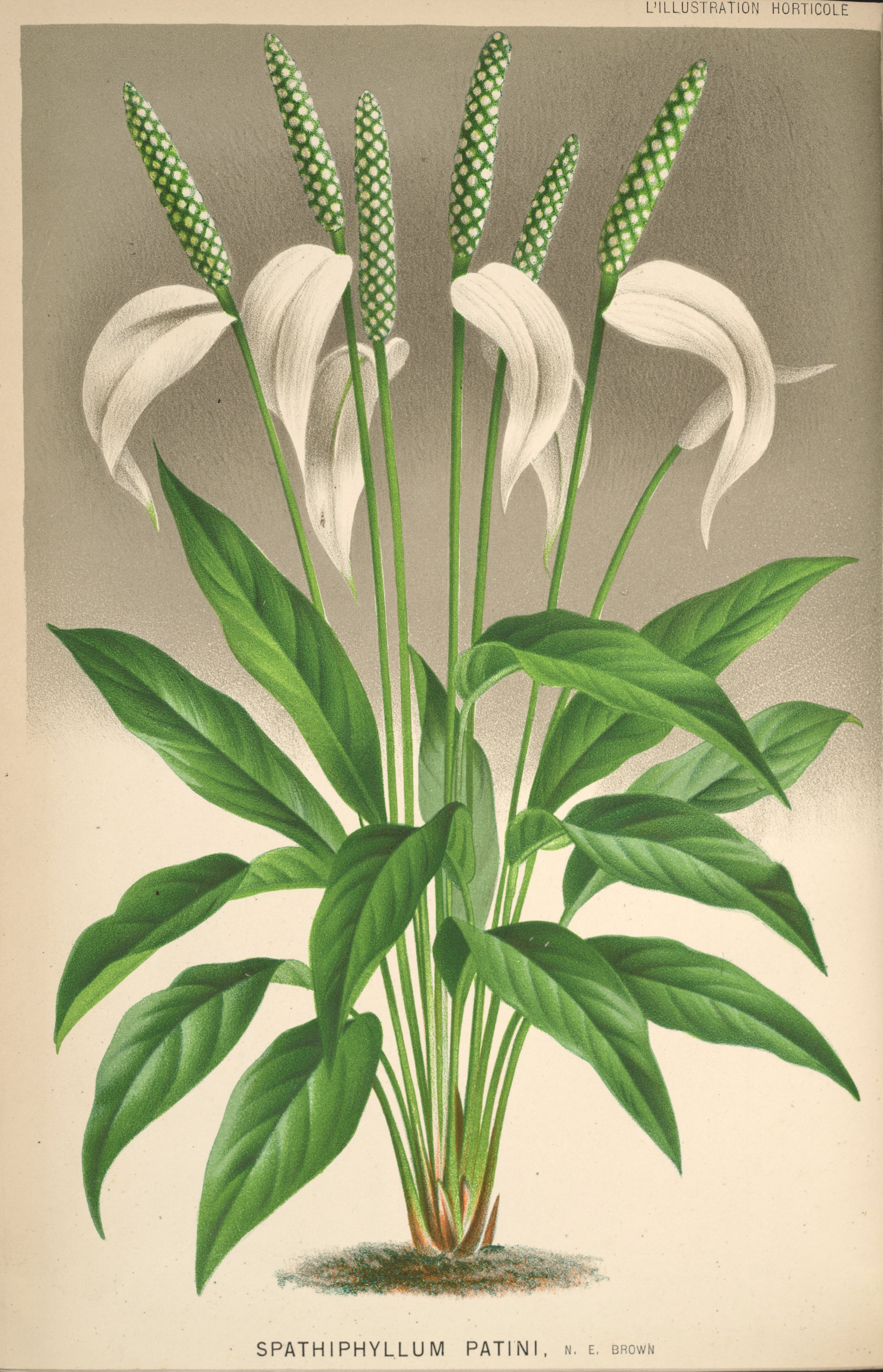
Spathiphyllum patinii
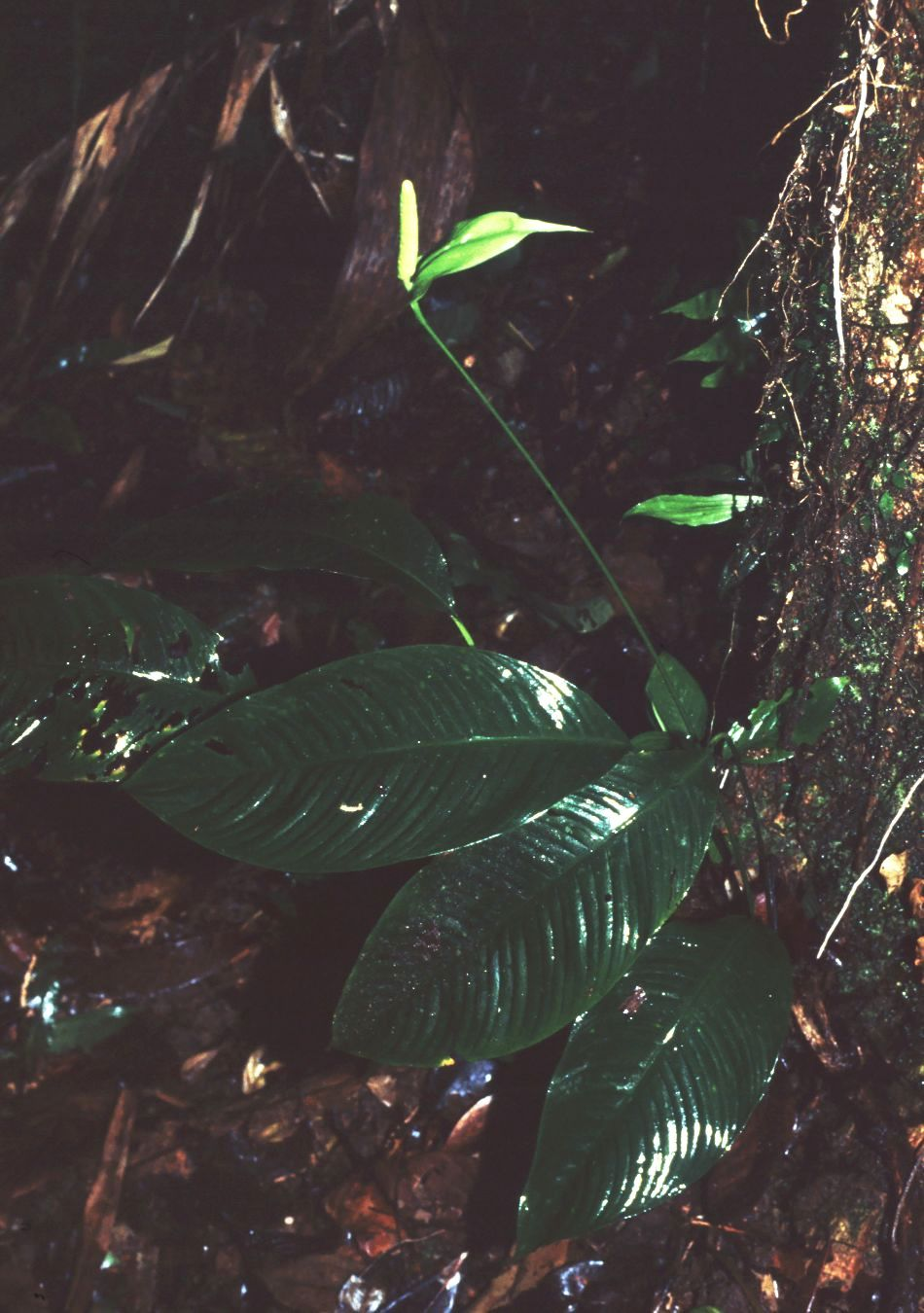
Spathiphyllum silvicola
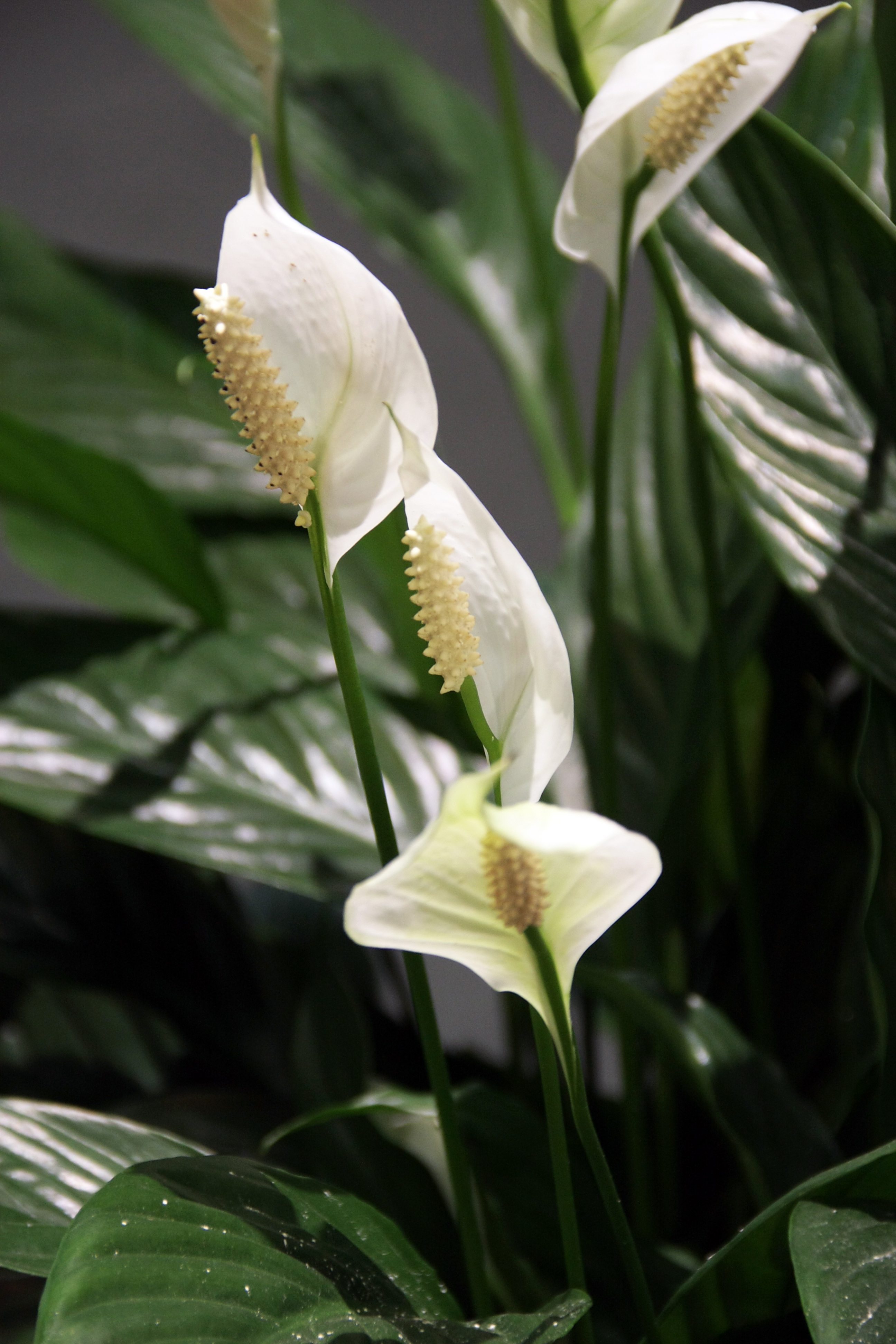
Spathiphyllum wallisii
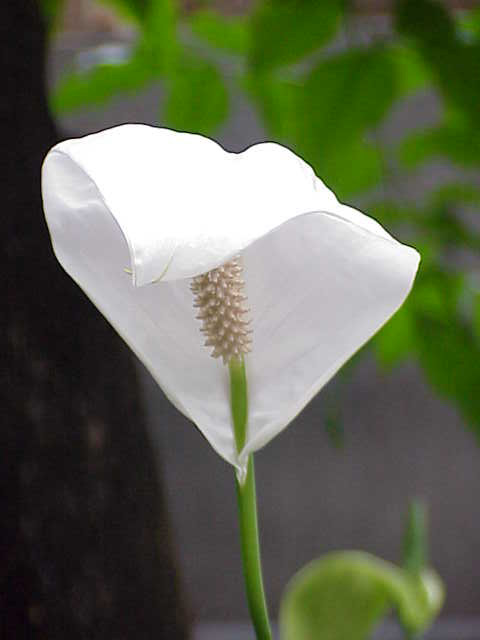
Spathiphyllum cochlearispathum